# Turonium
| ❮ | System      | Serie       | Stufe         | ≈ Alter (mya) |
| ❮ | später      | später      | später        | jünger        |
| - | ----------- | ----------- | ------------- | ------------- |
| ❮ | K r e i d e | Oberkreide  | Maastrichtium | 66 ⬍ 72       |
| ❮ | K r e i d e | Oberkreide  | Campanium     | 72 ⬍ 83,6     |
| ❮ | K r e i d e | Oberkreide  | Santonium     | 83,6 ⬍ 86,3   |
| ❮ | K r e i d e | Oberkreide  | Coniacium     | 86,3 ⬍ 89,7   |
| ❮ | K r e i d e | Oberkreide  | Turonium      | 89,7 ⬍ 93,9   |
| ❮ | K r e i d e | Oberkreide  | Cenomanium    | 93,9 ⬍ 100,5  |
| ❮ | K r e i d e | Unterkreide | Albium        | 100,5 ⬍ 112,9 |
| ❮ | K r e i d e | Unterkreide | Aptium        | 112,9 ⬍ 126,3 |
| ❮ | K r e i d e | Unterkreide | Barremium     | 126,3 ⬍ 130,7 |
| ❮ | K r e i d e | Unterkreide | Hauterivium   | 130,7 ⬍ 133,9 |
| ❮ | K r e i d e | Unterkreide | Valanginium   | 133,9 ⬍ 139,3 |
| ❮ | K r e i d e | Unterkreide | Berriasium    | 139,3 ⬍ 145   |
| ❮ | früher      | früher      | früher        | älter         |

Das Turonium (im deutschen Sprachgebrauch häufig verkürzt zu Turon) ist in der Erdgeschichte eine chronostratigraphische Stufe der Oberkreide. Das Turonium begann geochronologisch vor etwa 93,9 Millionen Jahren und endete vor etwa 89,7 Millionen Jahren. Das Turonium folgte auf das Cenomanium, ihm schließt sich das Coniacium an.
Zu Beginn des Turoniums fand ein Ozeanisches anoxisches Ereignis statt, das nach seinem Erstbeschreiber Livello Bonarelli benannt wurde, eng.: "Cenomanian Turonian Boundary Event".

## Namensgebung und Geschichte
Die ursprüngliche namensgebende Typlokalität dieser Stufe liegt in der französischen Landschaft Touraine in der Nähe der französischen Stadt Tours (Département Indre-et-Loire, Frankreich). Der lat. Name der Landschaft ist Turonia. Die Stufe und deren Name wurde von Alcide Dessalines d’Orbigny 1842 vorgeschlagen.

## Definition und GSSP
Der Beginn der Stufe ist durch das Ersteinsetzen der Ammoniten-Art Watinoceras devonense definiert. Die Grenze zum Coniacium, der darauf folgenden Stufe, durch das Erstauftreten der Inoceramen-Art Cremnoceramus rotundatus. Der GSSP (globale Typlokalität und Typprofil) befindet sich in der Rock Canyon-Antikline, westlich von Pueblo, Colorado, USA (Koordinaten: 38° 16' 56" N, 104° 43' 39" W).

## Untergliederung
Das Turon kann in die Unterstufen Unter-, Mittel- und Oberturon unterteilt werden.
Für den Tethysbereich werden folgende biostratigraphische Ammoniten-Zonen ausgeschieden:
Im Oberturon:
- Subprionocyclus neptuni

Im Mittelturon:
- Collignoniceras woollgari

Im Unterturon:
- Mammites-nodosoides-Zone
- Watinoceras-coloradoense-Zone bzw. Watinoceras devonense

## Fossilien
Wichtige Leitfossilien des Turons sind folgende Inoceramen (Muscheln): Inoceramus schloenbachi, Inoceramus lamarcki und Inoceramus labiatus.